# Bessey-en-Chaume
Bessey-en-Chaume település Franciaországban, Côte-d’Or megyében. Lakosainak száma 119 fő (2022. január 1.). Bessey-en-Chaume Bouilland, Mavilly-Mandelot, Savigny-lès-Beaune, Aubaine, Bligny-sur-Ouche, Bouze-lès-Beaune és Lusigny-sur-Ouche községekkel határos.

## Népesség
A település népességének változása:
| Lakosok száma | 99   | 79   | 87   | 95   | 130  | 146  | 145  | 127  | 124  | 119  |
|               | 1968 | 1982 | 1990 | 2006 | 2013 | 2015 | 2017 | 2019 | 2020 | 2022 |